# كيوتاكا كورودا
كيوتاكا كورودا (باليابانية: 黒田清隆 كورودا كيوتاكا) (16 أكتوبر 1840 - 23 أغسطس 1900) كان سياسي ياباني من فترة ميجي شغل منصب رئيس الوزراء الياباني في الفترة بين 30 أبريل 1888 و25 أكتوبر 1889.